# 司马释
司马释（3世紀—309年），河内郡温县（今河南省焦作市温县）人，曹魏舞阳成侯司马防玄孙，安东将军、都督扬州诸军事、彭城元王司马植之子，西晋宗室、官员。

## 生平
司马释在父亲司马植死后被册立为彭城王，官至南中郎将、持节、平南将军，朝廷分鲁国的蕃县和薛县以增加司马释的封国，总计两万三千户。永兴二年（305年）八月，车骑大将军刘弘将司马释驱逐出宛城。永兴二年十月丙子（305年11月20日），司马颙发布晋惠帝司马衷的诏令，命令镇南大将军、荆州刺史刘弘和平南将军、彭城王司马释等人各自统帅自己的部队，前往许昌，和刘乔一起讨伐颍川郡太守刘舆。司马颙之后又派遣刘弘、刘准和司马释率兵救援刘乔。永嘉三年（309年）春正月，司马释去世，谥号康。

## 家庭

### 兄弟
- 司马融，西晋乐成县王，过继给河间王司马颙

### 子女
- 司马雄，东晋彭城王
- 司马纮，东晋彭城王
- 司马钦，东晋散骑常侍、河间武王